# Ruhakana Rugunda
Ruhakana Rugunda, né le 7 novembre 1947 à Kabale, est un homme d'État ougandais, Premier ministre du 18 septembre 2014 au 14 juin 2021. Médecin de profession, il occupa de divers postes gouvernementaux sous la présidence de Yoweri Museveni, qui débuta en 1986. Il notamment est ministre des Affaires étrangères de 1994 à 1996 et ministre des Affaires intérieures de 2003 à 2009.
Le 18 septembre 2014, il est nommé Premier ministre par le président Museveni, en remplacement d'Amama Mbabazi, limogé pour des raisons politiques.

## Biographie

### Jeunesse et études
Rugunda naît le 7 novembre 1947 dans le district de Kabale. Enfant, il lisait souvent le journal à son père Surumani. Cette expérience sera l'une des causes de son intérêt pour la politique.
Il réalise ses études secondaires au Kigezi High School et au Busoga College, où il est préfet en chef. Il étudie ensuite à l'université Makerere puis à l'université de Zambie d'où il sort titulaire d'un bachelor en médecine et chirurgie. Il obtiendra ultérieurement une maîtrise universitaire ès sciences en santé publique à l'université de Californie à Berkeley aux États-Unis.
Avant d'occuper des fonctions politiques, Rugunda est médecin en Zambie, au DC General Hospital à Washington DC puis au  Kenyatta National Hospital à Nairobi, au Kenya.

### Carrière politique
Lorsqu'il étudie à l'université Makerere, Rugunda, surnommé Ndugu (« frère ») par ses amis, est président du mouvement politique jeune NUSU (National Union of Students of Uganda). Durant ses premières années de militantisme au sein de l'Uganda People's Congress (parti socialiste), Rugunda est réputé très proche du président Apollo Milton Obote, surnommé le « père de l'indépendance ». Celui-ci le voit comme l'un des futurs dirigeants de parti et de l'Ouganda. Ainsi, dans l'un de ces derniers entretiens avant sa mort en 2005, Obote regrette l'enrôlement de Rugunda au National Resistance Movement, le parti de son opposant Yoweri Museveni.
En 1985, lors d'une conférence secrète Unterolberndorf, en Autriche, le médecin rencontre les leaders du National Resistance Movement (parti libéral). Il élabore avec eux un plan de libération de l'Ouganda, alors gouverné par Tito Okello et l'UNLA (Uganda National Liberation Army). Après la réussite de l'opération et l'arrivée au pouvoir de Museveni, Rugunda occupe divers postes ministeriels : ministre de la Santé de 1986 à 1988, ministre des Travaux publics, des Transports et des Communications de 1988 à 1994, ministre des Affaires étrangères de 1994 à 1996, ministre de l'Information de 1996 à 1998, ministre de la Présidence de 1998 à 2001, ministre de l'Eau, des Terres et de l'Environnement de 2001 à 2003 et ministre de l'Intérieur de 2003 à 2009. 
En juillet 2006, Rugunda dirige une équipe de négociation du gouvernement ougandais à Djouba, au Soudan, pour des pourparlers de paix avec l'Armée de résistance du Seigneur. En janvier 2009, il estnommé Représentant permanent de l'Ouganda auprès des Nations unies. En même temps, le poste est élevé au niveau ministériel du Cabinet en Ouganda. Il a été président du Conseil de sécurité à deux reprises en juillet 2009 et en octobre 2010 pendant les deux années où l'Ouganda siège au Conseil de sécurité. Lors du remaniement ministériel du 27 mai 2011, il est nommé ministre des technologies de l'information et de la communication. En mai 2013, il est muté au poste de ministre de la Santé, en remplacement de Christine Ondoa, qui devient conseillère du Président de l'Ouganda en matière de santé publique. Puis il est nommé Premier ministre le 18 septembre 2014,.